# Orot (Tel Aviv)
Orot (hebrejsky אורות‎, doslova Světla) je čtvrť ve východní části Tel Avivu, která se nachází východně od čtvrti Jad Elijahu, v správním obvodu Rova 9. Čtvrť je považována za podčást Kfar Šalem. Současný název čtvrti byl oznámen v lednu 2011. Ve čtvrti žije asi 300 domácností a socioekonomické hodnocení je asi 13 z 20. Akademici tvoří 9,8 % obyvatel města. Průměrný věk ve čtvrti je 65 let, což je nejvyšší hodnota v rámci Tel Avivu.